# Sergio Gutiérrez Prieto
Sergio Gutiérrez Prieto, né le 11 juillet 1982, est un homme politique espagnol membre du Parti socialiste ouvrier espagnol (PSOE).